# Marvel Studios
Marvel Studios, LLC je ameriški filmski in televizijski studio ter hčerinska družba Walt Disney Studios. Podjetje je kot Marvel Films ustanovila skupina Marvel Entertainment Group. Oddelek je od 13. maja 1993 do oktobra 1998 vodil Avi Arad kot predsednik in glavni izvršni direktor, zatem pa je prevzel druge naloge v podjetju, kot je izvršni producent filmske produkcije studiev. Marvel Studios producira filme in serije Marvelovega filmskega vesolja, ki temeljijo na likih iz stripov, ki jih izdaja Marvel Comics.